# Interestatal 25
La Interestatal 25 (abreviada I-25) es una autopista interestatal de trazado norte-sur en el oeste de Estados Unidos, cruza los estados de Nuevo México, Colorado y Wyoming. El extremo sur se encuentra en una intersección con la  Interestatal 10 en Las Cruces, Nuevo México,  y su extremo norte en un intercambio con la Interestatal 90 cerca de Buffalo, Wyoming. La autopista tiene una longitud de 1710,36km (1062.77 mi).

## Largo de la ruta
| Km.     | Estado       |  |  |
|         |              |  |  |
| 744.15  | Nuevo México |  |  |
| 490.91  | Colorado     |  |  |
| 484.62  | Wyoming      |  |  |
|         |              |  |  |
| 1710.36 | Total        |  |  |

## Cruces
La Interestatal 25 es atravesada principalmente por la 
- US 70 en Las cruces, NM
- US 70 en Socorro, NM
- I-40 en Albuquerque, NM
- US 64 en Ratón, NM
- US 87 en Ratón, NM
- US 50 en Pueblo, CO
- I-225 en Denver, CO
- I-70 en Denver, CO
- I-76 en Welby, CO
- I-270 en Welby, CO
- I-80 en Cheyenne, WY
- US 30 en Cheyenne, WY
- US 20 en Orin, WY